# Лісовий квартал

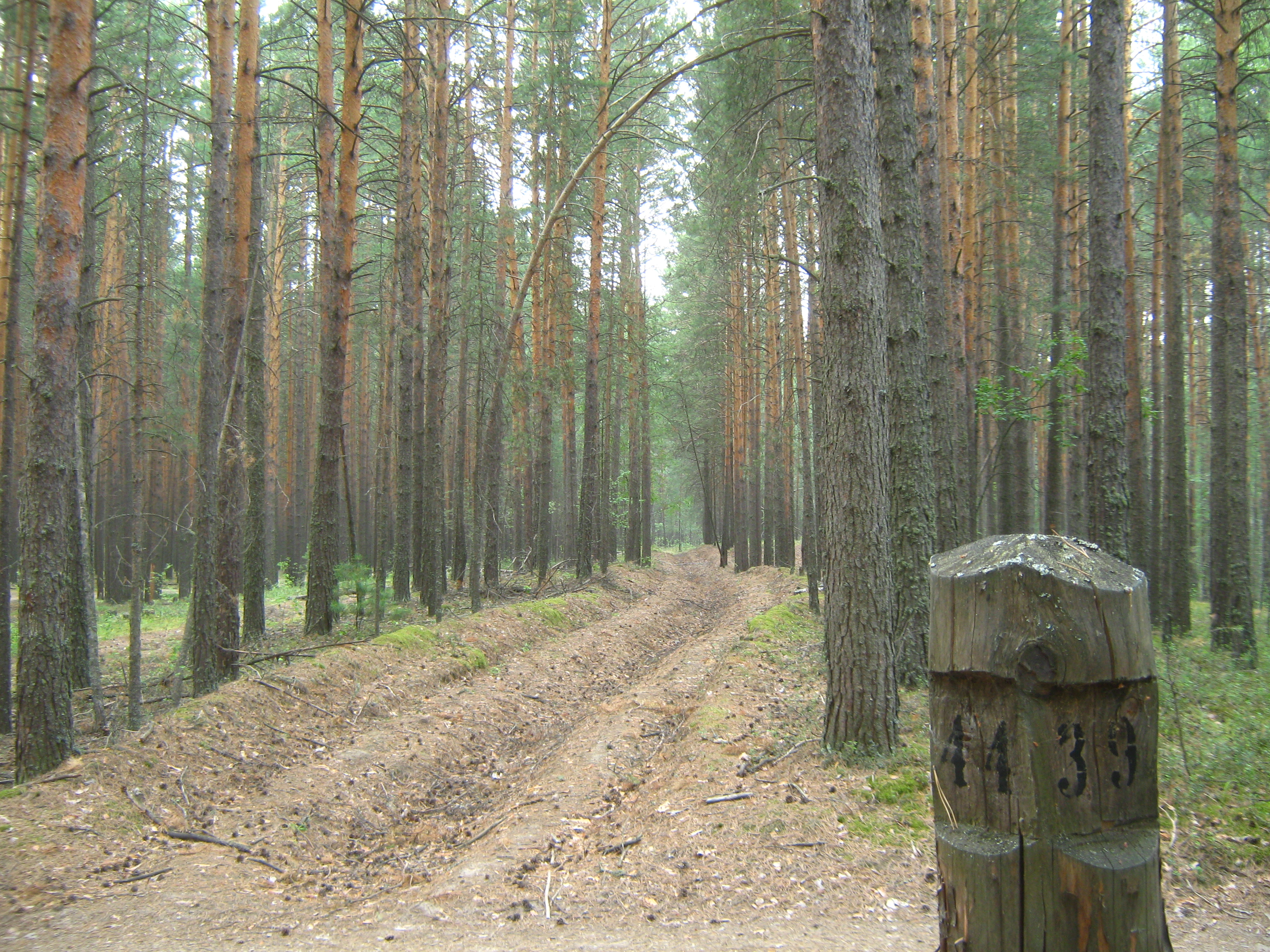
Квартальний стовп

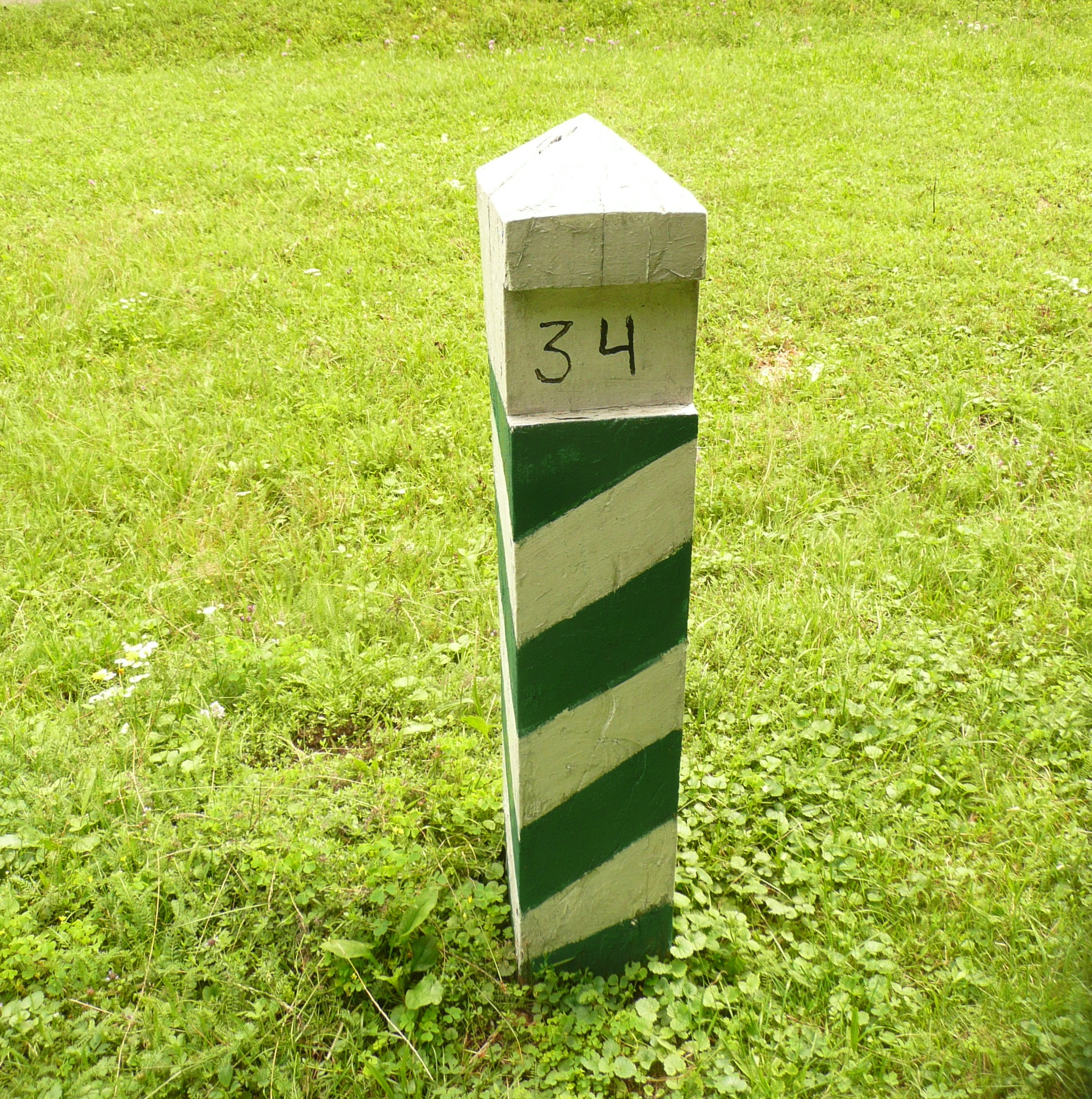
Квартальний стовп в гірській місцевості.
Хустське ЛДГ.
Вишківське лісництво

Кварта́л лісовий — це частина лісу, відмежована просіками або природними рубежами (річками, ущелинами, гірськими хребтами), постійна облікова і господарська одиниця в лісі.

## Загальні відомості
Поділ на квартали може бути природним (межі — природні рубежі), штучним (межі — взаємно перпендикулярні просіки) або змішаним (природний поділ доповнюється просіками). Розміри кварталів можуть коливатись від декількох десятків до декількох сотень гектарів. Кожен квартал має постійний номер. У лісах державного фонду просіки прокладають зазвичай в напрямку з півночі на південь і зі сходу на захід (розмір кварталу 1х1, 1х2 і 2х2 км). Нумерація кварталів лісових масивів в країнах колишнього СРСР здійснюється з заходу на схід і з півночі на південь.
На перетині просік стоять квартальні стовпи з зазначенням номерів лісових кварталів. Найменші цифри завжди показують номер кварталу, розташованого на північ від стовпа — тому ребро стовпа між двома гранями з найменшими цифрами, показує напрямок на північ.
В гірських районах іноді стовпи замінюють великими каменями (купою каміння). На перетині квартальних просік з межами лісових підприємств, проїжджими дорогами, сплавними річками, постійними стежками, лініями електропередач встановлюють вказівні квартальні стовпи.
У кварталах прорубують візири, які поряд з просіками є прохідними лініями при інвентаризації лісу. Квартали позначають спеціальними умовними знаками на всіх планово-картографічних матеріалах з лісоупорядкування. На кожен квартал складається таксаційний опис.
При первинному лісовпорядкуванні територію лісового підприємства поділяють на квартали з метою інвентаризації лісу, організації і ведення в ньому лісового господарства. У рівнинних лісах квартали зазвичай мають квадратну або прямокутну форму. Вони приблизно однакові за площею, розділені просіками, які прорубують, як правило, з півночі на південь і з сходу на захід.
У гірських лісах і лісопарках кордони кварталів найчастіше встановлюють по природних рубежах (гірських хребтах, тальвегах, ущелинах, берегах річок). В таких випадках квартали мають неправильну форму і значно розрізняються за площею. Нерідко використовують поєднання квартальних просік з природними рубежами.
Межі кварталів, встановлені за гірськими хребтами або порослим лісом, за необхідності знімають за допомогою бусолі і позначають зарубками на деревах. Квартали мають порядкові номери, які проставляють у межах лісництва в напрямку з північного заходу на південний схід, починаючи з найпівнічнішого ряду кварталів